# 約翰遜維爾鎮區 (北卡羅萊納州哈尼特縣)
約翰遜維爾鎮區（英語：Johnsonville Township）是位於美國北卡羅萊納州哈尼特縣的一個鎮區。

## 地方資料
約翰遜維爾鎮區的面積為168.80平方千米，當中陸地面積為168.09平方千米，而水域面積為0.71平方千米。根據2020年美國人口普查的數據，當地共有人口13668人，而人口密度為每平方千米80.97人。